# Overlapping
L'overlapping in cinematografia è l'accavallamento sonoro di più tracce audio: il parlarsi di sopra, utilizzato sia per dare un'impressione più rappresentativa della realtà, sia per confondere le conversazioni.

Ricordiamo l'utilizzo di questa tecnica in Robert Altman nelle produzioni di M*A*S*H, Nashville e Tre donne.